# تمپین
تمپین (به لاتین: Tampin) یک منطقهٔ مسکونی در مالزی است که در Negeri Sembilan and Melaka واقع شده‌است.

## خصوصیات
تمپین ۱۲۹٫۴۹ کیلومترمربع مساحت و ۵۶٬۶۵۲ نفر جمعیت دارد و ۷۹ متر بالاتر از سطح دریا واقع شده‌است.